# Поддолгое (Тульская область)
Поддолгое — деревня в Тульской области России.
В рамках административно-территориального устройства входит в состав Поддолговского сельского округа Ефремовского района, в рамках организации местного самоуправления входит в муниципальное образование город Ефремов со статусом городского округа.

## География
Деревня находится в юго-восточной части Тульской области, в лесостепной зоне, на расстоянии примерно в 7 километров (по прямой) к северу от Ефремова, административного центра округа и в 115 км к югу от областного центра Тулы.
Абсолютная высота — 184 метров над уровнем моря.

### Климат
Климат характеризуется как умеренно континентальный, с умеренно холодной снежной зимой и тёплым летом. Среднегодовая многолетняя температура воздуха составляет +4 — +4,6°С. Средняя температура воздуха самого холодного месяца (января) — −6,7 °C (абсолютный минимум — −46 °C), средняя температура самого тёплого (июля) — +18 °С (абсолютный максимум — +38 °C). Безморозный период длится в среднем 149 дней. Среднегодовое количество атмосферных осадков составляет 650—730 мм, из которых большая часть (около 460 мм) выпадает в тёплый период. Снежный покров держится в течение 130—145 дней. Среднегодовая скорость ветра составляет 3,6 м/с.

## История
Около 1800 года на месте деревни (или рядом) находился населённый пункт Долгое.

## Население
| 2002 | 2004 | 2010 |
| ---- | ---- | ---- |
| 144  | ↘137 | ↘86  |

### Национальный состав
Согласно результатам переписи 2002 года, в национальной структуре населения русские составляли 98 % из 144 чел.

## Транспорт
В деревне находится ж.-д. остановочный пункт 332 км на линии Новомосковск — Елец.